# Rock FM
Rock FM es una cadena de radio española, especializada en música rock. Inició sus emisiones el 4 de octubre de 2004 con el nombre de Rock & Gol, con una programación temática centrada en los deportes y la música rock, hasta que en 2011 cambió su nombre y formato al actual.
El formato musical de Rock FM es conocido por bloques de una hora entera de música sin publicidad durante la radiofórmula, intercalados con descansos publicitarios de 6 miutos entre bloque y bloque.
Está operada por Ábside Media, junto a la radio generalista COPE y el resto de emisoras de radio musicales Cadena 100 y MegaStar FM, propiedad de la Conferencia Episcopal Española.
Es la cuarta emisora de radio temática más escuchada del país con 984.000 oyentes, según la tercera oleada del EGM de 2022. Se puede sintonizar a través de la radio FM, TDT, internet y aplicación para dispositivos móviles.

## Historia
El origen de "Rock and Gol" se remonta al año 1989 en lo que entonces se llamaba Popular FM. Era un programa de radio que se emitía los domingos por la tarde de 16:00 a 21:00 en el que "El Pirata" y Juan Ignacio Sastrón daban de una forma amena y divertida los resultados de los partidos de liga. La parte musical correspondía al "Pirata" y la deportiva a Juan Ignacio Sastrón.
La historia de Rock & Gol como cadena de radio comienza el 4 de octubre de 2004, emitiendo a través de 14 frecuencias en 10 ciudades españolas; todas estas frecuencias pertenecen a la COPE y al Grupo Zeta (donde antes emitía Flaix FM en español).
Su audiencia, aunque muy reducida respecto al resto de cadenas, siempre ha ido en aumento, consiguiendo 59 000 oyentes en la 1.ª oleada de 2005, 66 000 en la 2.ª y 74 000 en la 3.ª de 2005.
En enero de 2006 Rock & Gol disponía de 32 frecuencias en 28 ciudades españolas y fue galardonada con un Micrófono de Oro por su producto novedoso en cuanto a radiofórmula.
En septiembre de 2006 Rock & Gol renovó su programación: El conductor del programa "El Despertarock" ahora es un "superordenador" quien emite la señal, programando y presentando los discos. A partir de las 16:00 de lunes a viernes hay un tiempo de radiofórmula en inglés presentado por Gemma Santos y se cambió de hora la "Emisión Pirata" (1:30 a 3:00).
En enero de 2007 vuelven los locutores a la radiofórmula de mañana y tarde. Rafa Escalada de 10 a 13 y Carlos Finally 13 a 16. Además Gemma Santos mantiene su programa de 16:00 a 20:00.
En octubre de 2009, Rock & Gol perdió los repetidores del Grupo Zeta, que dejaron de emitir la señal de esta radio, para emitir la nueva radio fórmula Hit FM.
El 1 de diciembre de 2011 Rock & Gol cambia su nombre, abandonando las referencias al deporte para convertirse en Rock FM, con el nexo de unión de su eslogan "La Casa del Rock", y se presenta el nuevo logotipo de la emisora.
En 2013, la integración de los diales de Abc Punto Radio y La Cope posibilitó la creación de nuevas frecuencias de Rock Fm legalizadas en algunas ciudades y, en otras, se empezó a escuchar dicha emisora por primera vez. Actualmente Rock FM se puede escuchar en muchas ciudades del territorio nacional.
En la tercera ola del EGM de 2015, Rock FM se consolida como una de las cinco cadenas musicales más importantes del país, con más de 980 000 oyentes diarios, consiguiendo su pico más alto los sábados por la mañana. En 2016, su audiencia diaria llega, según el EGM, a 1 125 000 oyentes. Siendo "El Pirata y Su Banda" y la mañana del fin de semana, sus dos picos más altos de audiencia.
A partir del 17 de enero de 2019, empezó a emitir a través de la TDT a nivel nacional, pudiéndose escuchar en todo el territorio español.

## Programas históricos

### El Despertarock: (2004-2008)
Este programa fue presentado por diversos locutores hasta la llegada de Javi Nieves que lo presentó durante una temporada, hasta su paso a Cadena 100. Posteriormente a esta baja, se decidió usar un super-ordenador (Robotijo) para poner canciones, presentarlas, etc.

### El Robotijo (2006-2009)
Programa de éxito dirigido por José Antonio Abellán con un gran equipo de guionistas y productores en el que un super-ordenador (Robotijo) contaba y analizaba la actualidad a la par que programaba música rock de todos los tiempos.

### Oldie & Youngie (2009-2010)
Presentado por Rafael Escalada e Iván Guillén, el Oldie y el Youngie. Programa de 9 horas de duración de 8:00 a 17:00.

## Frecuencias

### FM

#### Andalucía
- Granada: 99.8 FM
- Jaén: 103.3 FM
- Málaga: 101.1 FM
- Marbella: 100.0 FM
- Sevilla: 93.0 FM
- Vélez-Málaga: 92.5 FM

#### Aragón
- Anento: 106.3 FM
- Huesca: 87.7 FM
- Teruel: 99.6 FM
- Zaragoza: 89.7 FM

#### Asturias
- Avilés: 90.7 FM

#### Canarias
- La Orotava: 95.4 FM
- Las Palmas de Gran Canaria: 90.4 FM
- Santa Cruz de Tenerife: 89.1 FM

#### Cantabria
- Laredo: 100.5 FM
- Santander: 104.6 FM

#### Castilla-La Mancha
- Albacete: 90.2 FM
- Ciudad Real: 95.2 FM
- Guadalajara: 98.4 FM
- Toledo: 99.3 FM

#### Castilla y León
- Briviesca: 106.3 FM
- León: 87.8 FM
- Oña: 105.0 FM
- Salamanca: 90.7 FM
- Sedano: 87.6 FM

#### Cataluña
- Barcelona: 89.8 FM
- Figueras: 87.8 FM
- Lérida: 94.9 FM
- Manresa: 92.2 FM
- Tarragona: 91.0 FM

#### Comunidad de Madrid
- Collado Villalba: 101.6 FM
- Madrid: 101.7 FM

#### Comunidad Valenciana
- Alicante: 98.1 FM
- Valencia: 93.1 FM

#### Extremadura
- Almendralejo: 91.9 FM
- Badajoz: 87.6 FM
- Cáceres: 89.5 FM
- Mérida: 96.3 FM
- Plasencia: 97.4 FM

#### Galicia
- Carballino/Orense: 93.7 FM
- La Coruña: 103.2 FM
- Sarria: 97.5 FM
- Pontevedra: 97.8 FM
- Ribadeo: 95.0 FM
- Santiago de Compostela: 99.9 FM
- Vigo: 104.7 FM

#### Islas Baleares
- Ibiza: 99.1 FM
- Mercadal/Menorca: 106.4 FM
- Palma de Mallorca: 102.8 FM

#### La Rioja
- Calahorra: 93.2 FM
- Logroño: 96.8 FM

#### Navarra
- Pamplona: 94.9 FM

#### País Vasco
- Bilbao: 104.8 FM
- San Sebastián: 94.8 FM
- Vitoria: 98.9 FM

#### Región de Murcia
- Cartagena: 102.6 FM
- Lorca: 96.6 FM
- Murcia: 88.9 FM

### TDT
- Red de cobertura estatal: MPE4

### Satélite
- Hispasat: 11510 V SR 10000 FEC 3/4, DVB-S